# Othonna zeyheri
Othonna zeyheri là một loài thực vật có hoa trong họ Cúc. Loài này được Sond. ex Sond. mô tả khoa học đầu tiên.